# Gustavus Woodson Smith

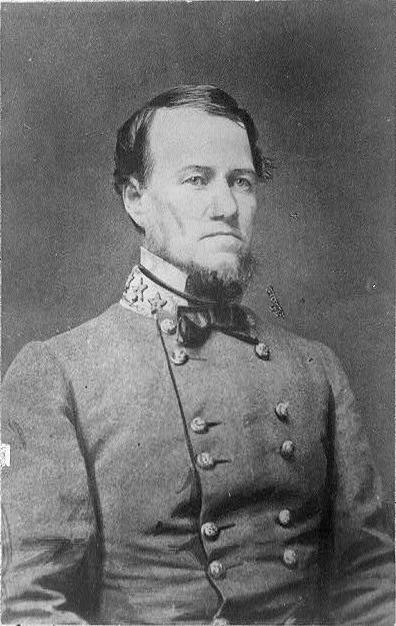
Mayor general Gustavus Woodson Smith.

Gustavus Woodson Smith (30 de noviembre de 1821 - 24 de junio de 1896), más comúnmente conocido como G.W. Smith, fue un oficial del Ejército de los Estados Unidos de carrera que luchó en la Guerra México-Americana, un ingeniero civil, y un mayor general en el Ejército de los Estados Confederados durante la guerra civil estadounidense. Comandó brevemente el Ejército de Virginia del Norte desde el 31 de mayo hasta el 1 de junio de 1862, después de las heridas del general Joseph E. Johnston en la Batalla de Seven Pines, y antes de que el general Robert E. Lee asumiera el mando. Smith se desempeñó más tarde como Secretario de Guerra Confederado Interino y en la milicia del estado de Georgia.

## Los primeros años de vida y guerra con México
Smith nació en Georgetown, Kentucky, y era cuñado de Horace Randal y pariente lejano de John Bell Hood. Se graduó de la Academia Militar de los Estados Unidos en West Point como teniente segundo en 1842. Smith terminó octavo de 56 cadetes en West Point. Posteriormente ingresó en el Cuerpo de Ingenieros del Ejército y fue ascendido a teniente segundo el 1 de enero de 1845.
Smith luchó en la Guerra México-Americana, ganando dos promociones por sus acciones allí. El 18 de abril de 1847 fue nombrado primer teniente coronel por su servicio en la batalla de Cerro Gordo, y el 20 de agosto de 1847, capitán coronel por su servicio en la batalla de Contreras. En 1848 se convirtió en miembro original del Club Azteca de 1847.
El 3 de marzo de 1853, Smith fue ascendido a teniente primero. Renunció a su cargo el 18 de diciembre de 1854 para convertirse en ingeniero civil en la ciudad de Nueva York, y fue Comisionado de Calles allí desde 1858 hasta 1861.

## Servicio de la Guerra Civil
El estado natal de Smith, Kentucky, se convirtió en un estado fronterizo cuando estalló la Guerra Civil en 1861. Algunos meses después, se presentó en Richmond para servir a los Estados Confederados de América. Comisionado como general de división el 19 de septiembre, sirvió en el norte de Virginia como comandante de división y de "ala", y luchó en la batalla de Seven Pines cerca de Richmond durante la Campaña de la Península.
El 31 de mayo de 1862, Smith tomó brevemente el mando del Ejército de Virginia del Norte después de que el general Joseph E. Johnston fuera herido en Seven Pines, debido a que era el mayor general más antiguo del ejército de Johnston. Sin embargo, Jefferson Davis lo reemplazó por Robert E. Lee al día siguiente, el 1 de junio. El 2 de junio, Smith se enfermó y se tomó una licencia para recuperarse[2].
A finales de agosto, Smith regresó y tomó el mando de las defensas alrededor de Richmond, que se expandió para convertirse en el Departamento de Carolina del Norte y Virginia del Sur en septiembre. Además, actuó como Secretario de Guerra interino de los Estados Confederados desde el 17 de noviembre hasta el 21 de noviembre de 1862.
Renunció a su comisión como mayor general el 17 de febrero de 1863, y se convirtió en ayudante voluntario del General P. G. T. Beauregard por el resto de ese año. Smith fue también el superintendente de la Fábrica de Hierro de Etowah en 1863 hasta el 1 de junio de 1864, cuando fue comisionado como mayor general en la milicia del estado de Georgia y comandó su primera división hasta el final de la guerra.

## La vida postguerra
Smith fue puesto en libertad bajo palabra en Macon, Georgia, el 20 de abril de 1865, y se trasladó a Tennessee para convertirse en un industrial del hierro de 1866 a 1870. Regresó a su Kentucky natal para ser Comisionado de Seguros hasta 1876, y luego se mudó a la ciudad de Nueva York y comenzó a escribir. Smith es autor de Noted on Insurance en 1870, Confederate War Papers en 1884, The Battle of Seven Pines en 1891, y los generales J. E. Johnston y P. G. T. Beauregard in the battle of Manassas, en 1892. Su obra final, Company "A," Corps of Engineers, U.S.A., 1846–48, in the Mexican War, fue publicada en 1896 después de su muerte.
En diciembre de 1894 fue uno de los diecinueve fundadores de la Orden Militar de Guerras Extranjeras - una sociedad militar para oficiales que eran veteranos de guerras con naciones extranjeras y sus descendientes.
Smith murió en Nueva York en 1896 y está enterrado en el cementerio de Cedar Grove en Nueva Londres, Connecticut.